# Wikipédia en dagaare
Wikipédia en dagaare (en dagaare : Dagaare Wikipiideɛ) est l’édition de Wikipédia en dagaare, langue gour parlée au Burkina Faso et au Ghana. L'édition est lancée le 7 novembre 2023,,,. Son code est : dga.
Au 21 mars 2025, l'édition en dagaare contient 2 010 articles et compte 1 021 contributeurs, dont 16 contributeurs actifs et 1 administrateur.

## Présentation

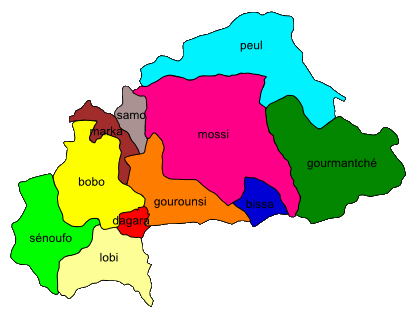
Aire de diffusion du dagaare au Burkina Faso
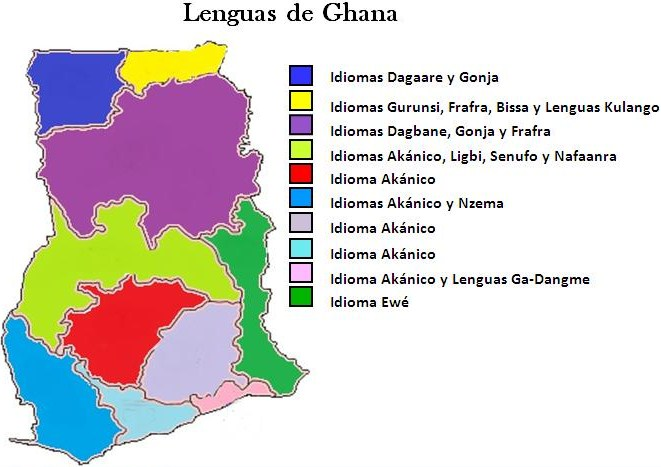
Aire de diffusion du dagaare au Ghana

## Statistiques
- Le 14 octobre 2024, l'édition en dagaare contient 1 727 articles et compte 786 contributeurs, dont 14 contributeurs actifs et 1 administrateur.